# Vise le cœur
Production
Diffusion
Vise le cœur est une série télévisée franco-belge réalisée en 2021 par Vincent Jamain d'après un scénario de Fanny Robert et Sophie Lebarbier et diffusée en Belgique sur La Une à partir du 31 mai 2022 et en France sur TF1 à partir du 1er septembre 2022. 
Cette fiction est une coproduction de Beaubourg Fiction, Beaubourg Audiovisuel, TF1, Be-Films et la RTBF (télévision belge),,,,,,, avec la participation de la Radio télévision suisse (RTS).

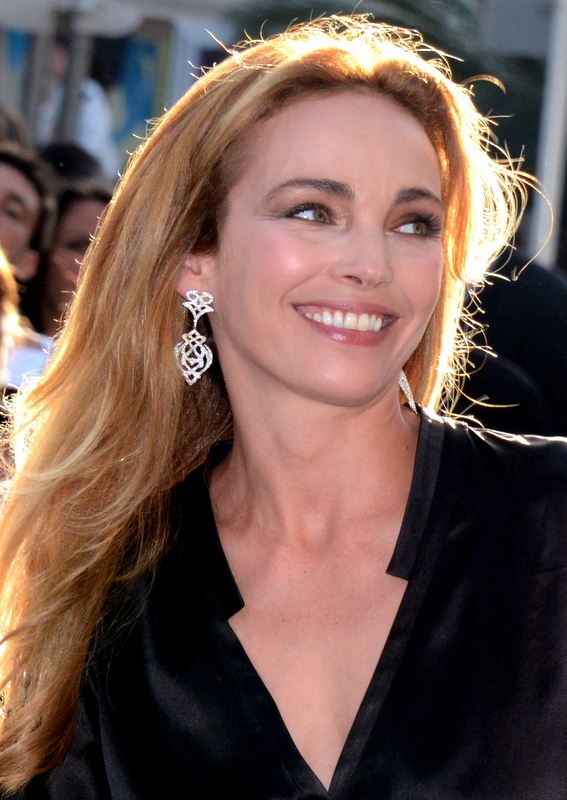
Claire Keim.

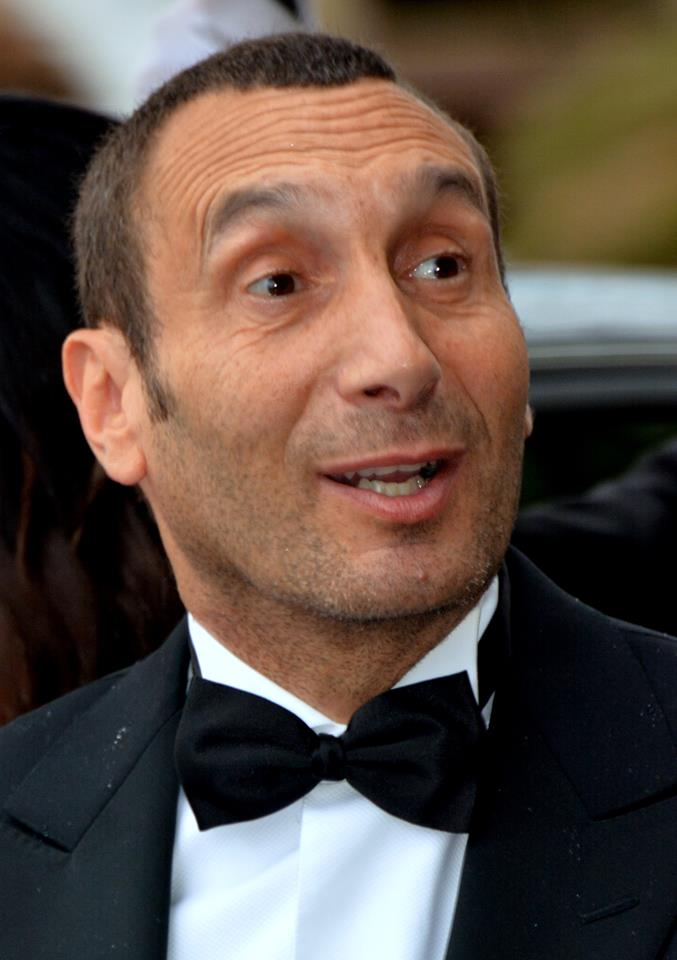
Zinedine Soualem.

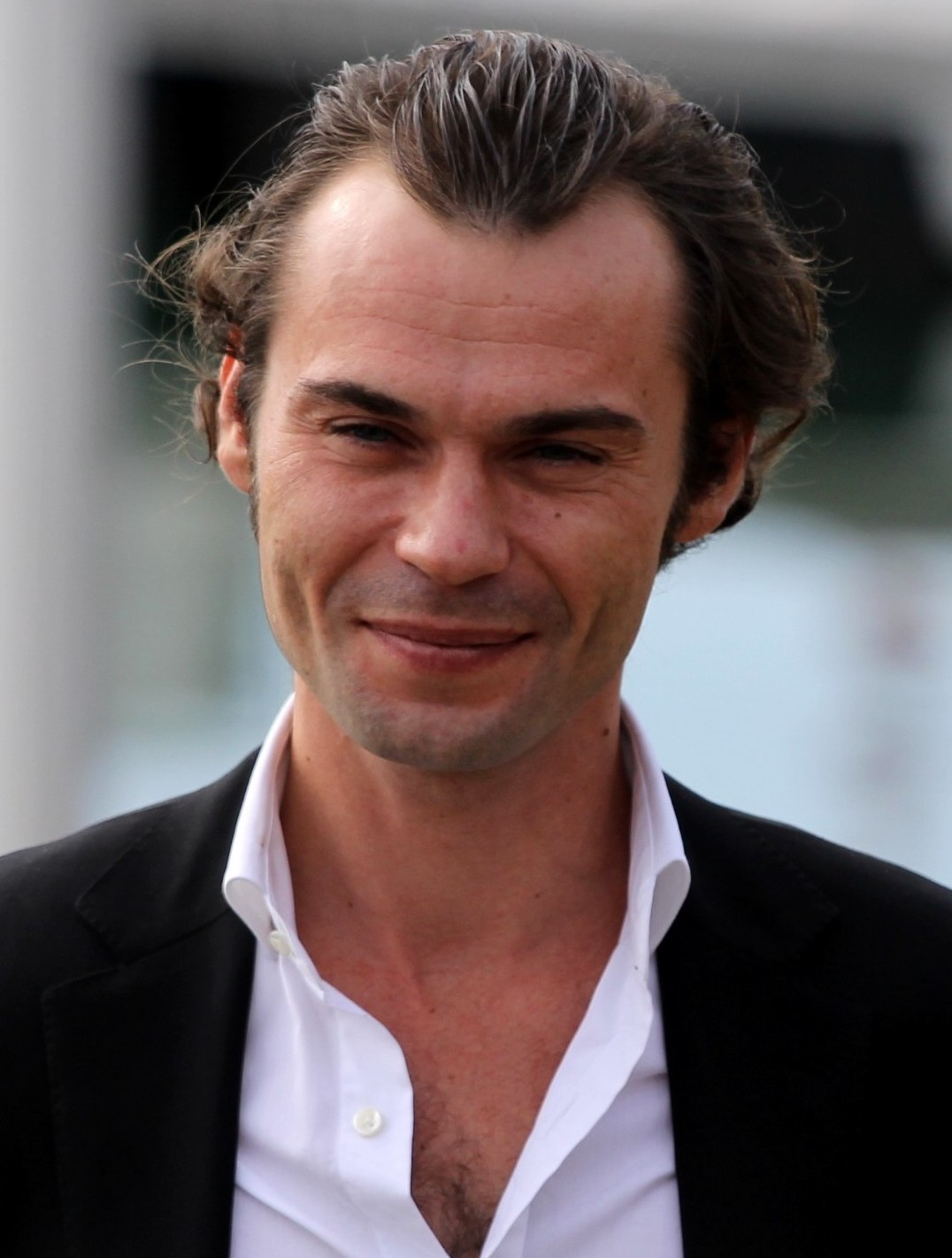
Robinson Stévenin.

## Synopsis
Julia Scola et Novak Lisica se sont connus sur les bancs de l'école,,,. Ils ont passé leur enfance et leur adolescence à Fécamp et à Étretat, deux localités de la côte d'Albâtre en Normandie. 
Ils se sont aimés à l'adolescence avant de se brouiller et de devenir ennemis,,.
Vingt ans ont passé : Julia est devenue capitaine de police et Novak est maintenant avocat pénaliste,. Mais aujourd'hui Novak quitte son cabinet d'avocats pour devenir commissaire et rejoindre la brigade de Julia,,,.

## Distribution principale
2e DPJ
- Claire Keim : la capitaine Julia Scola, cheffe de groupe à la brigade criminelle
- Lannick Gautry : le commissaire Novak Lisica, ancien avocat pénaliste
- Élodie Hesme : la commissaire divisionnaire Pauline Carrère
- Noémie Chicheportiche : la lieutenante Mélanie « Mel » Rode, membre du groupe de Julia
- Zinedine Soualem : le capitaine Benard, membre du groupe de Julia
- Waly Dia : le lieutenant Darri Gad, membre du groupe de Julia
- Juliette Plumecocq-Mech : la docteure Grandjean, médecin légiste

Familles de Julia et de Novak
- Jean-Marie Galey : Daniel Scola, père de Julia
- Nicolas Cazalé : Raphaël, compagnon de Julia, chef de groupe à la brigade des stupéfiants de la 2e DPJ
- Églantine Rembauville : l'avocate Laure Norrois, ex-épouse et ex-associée de Novak
- Romain Maricau : Côme Lisica, le fils de Novak
- Julie Sassoust : Emma Elion, la fille de Julia et de Novak

Retours dans le passé
- Marina Giroud Griscelli : Julia à 9 ans
- Victor Valverdé : Novak à 9 ans
- Philippine De Fabry : Julia à 18 ans
- Axel Naroditzky : Novak à 18 ans
- Raphaël Ferret : Daniel, père de Julia
- Fleur Geffrier : Solange, mère de Julia
- Robinson Stévenin : Gilles, père de Novak
- Viktoria Kozlova : Anna, mère de Novak
- Axel Delage : Simon, frère cadet autiste de Julia, à 6 ans
- Mathéo Nilles : Simon à 15 ans
- Enzo Tavolieri : Mathieu, frère aîné de Julia, à 13 ans
- Pierre-Louis Laugerias : Mathieu à 22 ans

## Production

### Genèse et développement
La série a été créée et écrite par Fanny Robert et Sophie Lebarbier — les créatrices de la série Profilage —, en collaboration avec Maxime Berthemy, Olivier Kohn et Elodie Namer,,,.
La saison 1 est réalisée par Vincent Jamain,,, et la saison 2 par Jérémy Minui.

### Tournage
Le tournage de la saison 1 de la série se déroule du 4 au 13 mai 2021 à Fécamp et à Étretat, deux stations balnéaires de la côte d'Albâtre dans le département français de la Seine-Maritime en région Normandie, ainsi que du 14 mai au 30 juillet 2021 à Paris et en région parisienne,. En Normandie, 80 figurants locaux participent au tournage, sélectionnés parmi 400 candidats.
Le tournage de la saison 2 se déroule à partir du 21 novembre 2022 en région parisienne et à Étretat,.

### Fiche technique
- Titre français : Vise le cœur
- Genre : Drame, policier[13]
- Production : Stéphane Marsil et Fanny Robert (Beaubourg Fiction)[3],[5],[7]
- Sociétés de production : Beaubourg Fiction, Beaubourg Audiovisuel, TF1, Be-Films, RTBF (télévision belge)[1]
- Réalisation : Vincent Jamain pour la saison 1[3],[4],[5],[7],[9], Jérémy Minui pour la saison 2[10]
- Scénario : Fanny Robert et Sophie Lebarbier, en collaboration avec Maxime Berthemy, Olivier Kohn et Elodie Namer[3],[4],[5],[9]
- Musique : Mike et Fabien Kourtzer[14]
- Décors : Olivier Guyader
- Costumes : Nathalie Chesnais
- Photographie : Romain Wilhelm
- Son : Véronique Tiron
- Montage : Nicolas Reydon
- Maquillage : Sophie Pré
- Pays de production :  France /  Belgique
- Langue originale : français
- Format : couleur
- Nombre de saisons : 1
- Nombre d'épisodes[5],[6],[7],[8],[9] : 6
- Durée : 52 minutes[2],[4],[5],[6],[7],[8],[9]
- Dates de première diffusion :
  - Saison 1 :
    - Belgique : mardi 31 mai 2022 sur La Une[14]
    - France : jeudi 1er septembre 2022 sur TF1[6],[15]

  - Saison 2 :
    - Belgique : vendredi 29 septembre 2023 sur Tipik[10]
    - France : jeudi 19 octobre 2023 sur TF1[16]

## Épisodes

### Première saison (2022)

#### Ennemi intime
- Caroline Strenger : Céline Merlet, professeure de collège, portée disparue
- François Pérache : Pierre Merlet, principal du collège, son mari
- Sylvie Genty : Suzanne Kovalski, retraitée, une voisine
- Sophie Cattani : Alexandra Kovalski, infirmière, sa fille

#### La Loi du père
- Manon Brin : Anna Touraine, ufologue amateur qui s'intéresse à des cas de disparition, retrouvée morte sur le toit d'un camion
- Sophie Le Tellier : Laetitia Duclos, mère d'Estelle, une adolescente portée disparue
- Serge Dupuy : Thomas Duclos, gérant de cantines dans des établissements publics, son époux
- Thierry Lopez : Patrick Jouannet, professeur de musique d'Estelle, suspecté de sa disparition et défendu par Laure Norrois
- Éric Aubrahn : le colonel Victor de la base aérienne 110 Creil

#### Les Enfants rouges
- Rozenn Aupiais : Louise Verdini, 11 ans, retrouvée près du corps de sa thérapeute assassinée, Françoise Costat, spécialisée dans l'autisme
- Astrid Adverbe : Lydia Verdini, agent immobilier, mère de Louise
- Antoine Cholet : Yves Verdini, sans profession, père de Louise, séparé de sa femme
- Mathieu Lourdel : Michael Troussier, agent d'entretien, ancien patient de Françoise Costat qui s'accuse de son meurtre

#### Mauvais Sang
- Simon Groseil : Paul Rivet
- Thomas Groseil : Benjamin Rivet
- Jérôme Pouly : Alain Rivet
- Aurélie Boquien : Sandrine Tessier

#### Ligne de vie
- Raphaëlle Agogué : Caroline Bellini
- Jacques Ledran : Marc Bellini
- Stéphane Boucher : Jean Bellini
- Rodolphe Caucase : Dimitri Templé

#### Te survivre
- Lucie Daumas : Chloé Marpeau
- Bernard Blancan : Gérard Malherbe
- Valentine Féau : l'avocate de Gérard Malherbe

### Deuxième saison (2023)

#### Maison hantée
- Bernard Blancan : Gérard Malherbe
- Pierre Andrau : Baptiste Leconte
- Mathilde Bourbin : Émilie Lequennec

#### Filiations
- Estelle Chevalier : Eva Verborin
- Camille de Pazzis : Isabelle Meunier
- Sonia Imbert : Lucie Kiener
- Avy Marciano : Marco Marchetti

#### À vif
- Amaury de Crayencour : Karl Vitali
- Jean-Thomas Boullaiguet : Florent Poppa
- Yannig Samot : Christophe Delage

## Accueil

### Audiences et diffusion

#### En Belgique
En Belgique, la saison 1 est diffusée les mardis vers 20 h 35 sur La Une par salve de deux épisodes du 31 mai au 14 juin 2022.
La saison 2 est diffusée sous le même format les vendredis vers 20 h 05 sur Tipik (2e chaîne de la RTBF) à partir du 29 septembre 2023.
| Épisode | Diffusion                  | Diffusion         | Audience moyenne          | Audience moyenne                       | Réf.   |
| Épisode | Jour                       | Horaire           | Nombre de téléspectateurs | Part de marché (sur les 4 ans et plus) | Réf.   |
| ------- | -------------------------- | ----------------- | ------------------------- | -------------------------------------- | ------ |
| S1 E1   | Mardi 31 mai 2022          | 20 h 35 - 21 h 35 | 286 721                   |                                        | [ 17 ] |
| S1 E2   | Mardi 31 mai 2022          | 21 h 35 - 22 h 35 | 286 721                   |                                        | [ 17 ] |
| S1 E3   | Mardi 7 juin 2022          | 20 h 35 - 21 h 35 | 191 618                   |                                        | [ 18 ] |
| S1 E4   | Mardi 7 juin 2022          | 21 h 35 - 22 h 35 | 191 618                   |                                        | [ 18 ] |
| S1 E5   | Mardi 14 juin 2022         | 20 h 35 - 21 h 35 | 118 549                   |                                        | [ 19 ] |
| S1 E6   | Mardi 14 juin 2022         | 21 h 35 - 22 h 35 | 118 549                   |                                        | [ 19 ] |
|         |                            |                   |                           |                                        |        |
| S2 E1   | Vendredi 29 septembre 2023 | 20 h 05 - 21 h 00 | 107 146                   |                                        | [ 20 ] |
| S2 E2   | Vendredi 29 septembre 2023 | 21 h 00 - 21 h 55 | 107 146                   |                                        | [ 20 ] |
| S2 E3   | Vendredi 6 octobre 2023    | 20 h 05 - 21 h 00 | 120 308                   |                                        | [ 21 ] |
| S2 E4   | Vendredi 6 octobre 2023    | 21 h 00 - 21 h 55 | 120 308                   |                                        | [ 21 ] |
| S2 E5   | Vendredi 13 octobre 2023   | 20 h 05 - 21 h 00 | 113 839                   |                                        | [ 22 ] |
| S2 E6   | Vendredi 13 octobre 2023   | 21 h 00 - 21 h 55 | 113 839                   |                                        | [ 22 ] |
|         |                            |                   |                           |                                        |        |

- Les plus hauts chiffres d'audience
- Les plus bas chiffres d'audience

#### En France
En France, la saison 1 est diffusée les jeudis vers 21 h 10 sur TF1 par salve de deux épisodes à partir du 1er septembre 2022,. Alors que la série avait été première le soir de son lancement, son audience s'effondre le jeudi 8 septembre 2022 face à l'édition spéciale consacrée au décès de la reine Élisabeth II du Royaume-Uni sur France 2. Les scores de la série ont également été impactés par le conflit qui a opposé TF1 et Canal+ durant des semaines et a privé TF1 d'une partie de son audience. Malgré ces résultats en recul, TF1 commande six nouveaux épisodes.
La saison 2 de la série est victime d'un problème similaire : alors qu'il était initialement prévu que TF1 commence sa diffusion le 12 octobre 2023, la qualification de l'équipe de France en quart de finale de la Coupe du monde de rugby 2023 amène la chaîne à déprogrammer le lancement de la saison 2 pour proposer à la place un concert de soutien aux Bleus depuis la place de la Concorde à Paris,,. Le lancement de la saison 2 est alors repoussé d'une semaine : elle est diffusée les jeudis vers 21 h 10 sur TF1 par salve de deux épisodes à partir du 19 octobre 2023.
| Épisode | Diffusion                | Diffusion         | Audience moyenne          | Audience moyenne                       | Audience moyenne         | Audience moyenne | Réf.   |
| Épisode | Jour                     | Horaire           | Nombre de téléspectateurs | Part de marché (sur les 4 ans et plus) | Part de marché (FRDA-50) | Classement       | Réf.   |
| ------- | ------------------------ | ----------------- | ------------------------- | -------------------------------------- | ------------------------ | ---------------- | ------ |
| S1 E1   | Jeudi 1er septembre 2022 | 21 h 10 - 22 h 05 | 4 510 000                 | 21,8 %                                 | 22,9 %                   | 1er              | [ 23 ] |
| S1 E2   | Jeudi 1er septembre 2022 | 22 h 05 - 23 h 10 | 3 790 000                 | 22,4 %                                 | 22,9 %                   | 1er              | [ 23 ] |
| S1 E3   | Jeudi 8 septembre 2022   | 21 h 35 - 22 h 35 | 2 130 000                 | 11,3 %                                 | 13,2 %                   | 2e               | [ 24 ] |
| S1 E4   | Jeudi 8 septembre 2022   | 22 h 35 - 23 h 35 | 1 780 000                 | 13,9 %                                 | 13,2 %                   | 2e               | [ 24 ] |
| S1 E5   | Jeudi 15 septembre 2022  | 21 h 10 - 22 h 05 | 3 150 000                 | 15,8 %                                 | 18,8 %                   | 1er              | [ 30 ] |
| S1 E6   | Jeudi 15 septembre 2022  | 22 h 05 - 23 h 10 | 2 630 000                 | 17,4 %                                 | 18,8 %                   | 1er              | [ 30 ] |
|         |                          |                   |                           |                                        |                          |                  |        |
| S2 E1   | Jeudi 19 octobre 2023    | 21 h 10 - 22 h 05 | 3 240 000                 | 16,1 %                                 | 15,8 %                   | 2e               | [ 31 ] |
| S2 E2   | Jeudi 19 octobre 2023    | 22 h 05 - 23 h 10 | 2 500 000                 | 15,8 %                                 | 15,8 %                   | 2e               | [ 31 ] |
| S2 E3   | Jeudi 26 octobre 2023    | 21 h 10 - 22 h 05 | 3 400 000                 | 16,3 %                                 | 17 %                     | 2e               | [ 32 ] |
| S2 E4   | Jeudi 26 octobre 2023    | 22 h 05 - 23 h 10 | 2 890 000                 | 17,6 %                                 | 17 %                     | 2e               | [ 32 ] |
| S2 E5   | Jeudi 2 novembre 2023    | 21 h 10 - 22 h 05 | 3 210 000                 | 16 %                                   | 17 %                     | 1er              | [ 33 ] |
| S2 E6   | Jeudi 2 novembre 2023    | 22 h 05 - 23 h 10 | 2 790 000                 | 17,9 %                                 | 17 %                     | 1er              | [ 33 ] |
|         |                          |                   |                           |                                        |                          |                  |        |

- Les plus hauts chiffres d'audience
- Les plus bas chiffres d'audience

### Accueil critique
Pour VL-Media, la série est « Un projet très ambitieux qui promet d'explorer les tréfonds de l'âme humaine. En grandes passionnées de psychologie, les deux auteures semblent décidées à nous offrir un nouvel univers singulier. […] Cette nouvelle proposition de la chaîne [TF1] vient confirmer la nouvelle orientation de ses fictions policières, aux univers plus marqués et / ou même plus sombres. […] Un vrai pari et une vraie audace donc pour la première chaîne de France ».
Pour Jérémie Dunand du site Allociné « Si Vise le cœur est, dans l'ensemble, une bonne surprise, c'est avant tout grâce à la relation complexe qui unit Julia et Novak et grâce à sa narration fragmentée, qui fait des allers-retours entre les époques, à la manière de This Is Us (une inspiration pour les auteurs, à n'en pas douter). Le passé, parfois encore plus intéressant que le présent et porté par de jeunes comédiens remarquables, vient nourrir et éclairer ce que vivent Scola et Lisica dans leur vie d'adulte et leurs enquêtes. Et fait, au final, tout le sel de la série. […] Vise le cœur parvient à nous happer dès le départ par le biais de son mystère central : que s'est-il passé pour que Julia et Novak s'éloignent l'un de l'autre malgré leur amour ? Que cache Novak ? Quel drame a tout changé en 1998 ? Et quid de Julia ? N'a-t-elle pas, elle aussi, des secrets profondément enfouis qu'elle ne souhaite pas révéler ? Des questions qui trouvent en grande partie leurs réponses dans un final très réussi, en apothéose. Et la série peut également compter sur les prestations au diapason de Claire Keim et de Lannick Gautry, parfaits dans des rôles plus faillibles et plus rugueux qu'à l'accoutumée. Et des comédiens qui les entourent. À commencer par Raphaël Ferret, excellent dans le rôle du père de Novak, Waly Dia, qui étonne dans un registre plus dramatique, et Noémie Chicheportiche, géniale en collègue et acolyte de Julia qui apporte une pointe d'humour dans un océan de douleur et de noirceur ».
Pour TV Magazine, la série « revisite le classique tandem policier avec une touche de mélo et de romanesque » grâce à « une histoire sur trois générations, à la construction éclatée, dont les pièces finissent par s'imbriquer tel un puzzle ».
Télérama juge que la série « redonne au genre ses lettres de noblesse » : « Des polars, il y en a beaucoup. Trop sans doute. […] Des fictions qu'on voit souvent sans les regarder, comme on avale un plat prêt à consommer. Parfois, pourtant, l'une d'entre elles s'amuse avec la recette et casse la routine. Vise le cœur, le nouveau polar de TF1, est de celles-ci ».
La critique du magazine Télé-Loisirs note que la série est menée par « un casting impeccable », avec un « duo particulièrement assorti » : « La mini-série policière se révèle vite addictive. […] Les personnages sont touffus et tous très bien campés. […] Un seul bémol toutefois, on peut parfois regretter que les allers-retours entre le présent et le passé ne s'entremêlent pas toujours très bien ».
En décembre 2023, la rédaction d'Allociné classe la deuxième saison de la série Vise le cœur septième ex æquo parmi les 10 meilleures nouvelles saisons de 2023, avec une note de 3,5 sur 5.